# Мосанские языки
Мосанские языки — гипотетическая языковая макросемья, предложенная Э. Сепиром в 1929 г. в статье, написанной для Британской энциклопедии. По мнению Сепира, в состав данной макросемьи входили салишские, вакашанские и чимакуанские языки северо-западного побережья Тихого океана.
Гипотеза была плохо обоснована и с момента первой публикации в её пользу практически не накоплено данных. В настоящее время сторонники сходства данных языков склонны видеть в этом сходстве скорее признаки языкового союза, чем генетического родства. Тем не менее, благодаря авторитету Сепира термин всё ещё используется в нелингвистической литературе.